# Trinità d'Agultu e Vignola
Trinità d'Agultu e Vignola is een gemeente in de Italiaanse provincie Olbia-Tempio (regio Sardinië) en telt 2025 inwoners (31-12-2004). De oppervlakte bedraagt 136,0 km², de bevolkingsdichtheid is 15 inwoners per km².
De volgende frazioni maken deel uit van de gemeente: Paduledda, Isola Rossa, Vignola Lu Colbu, Costa Paradiso, Nigoalaeddu.

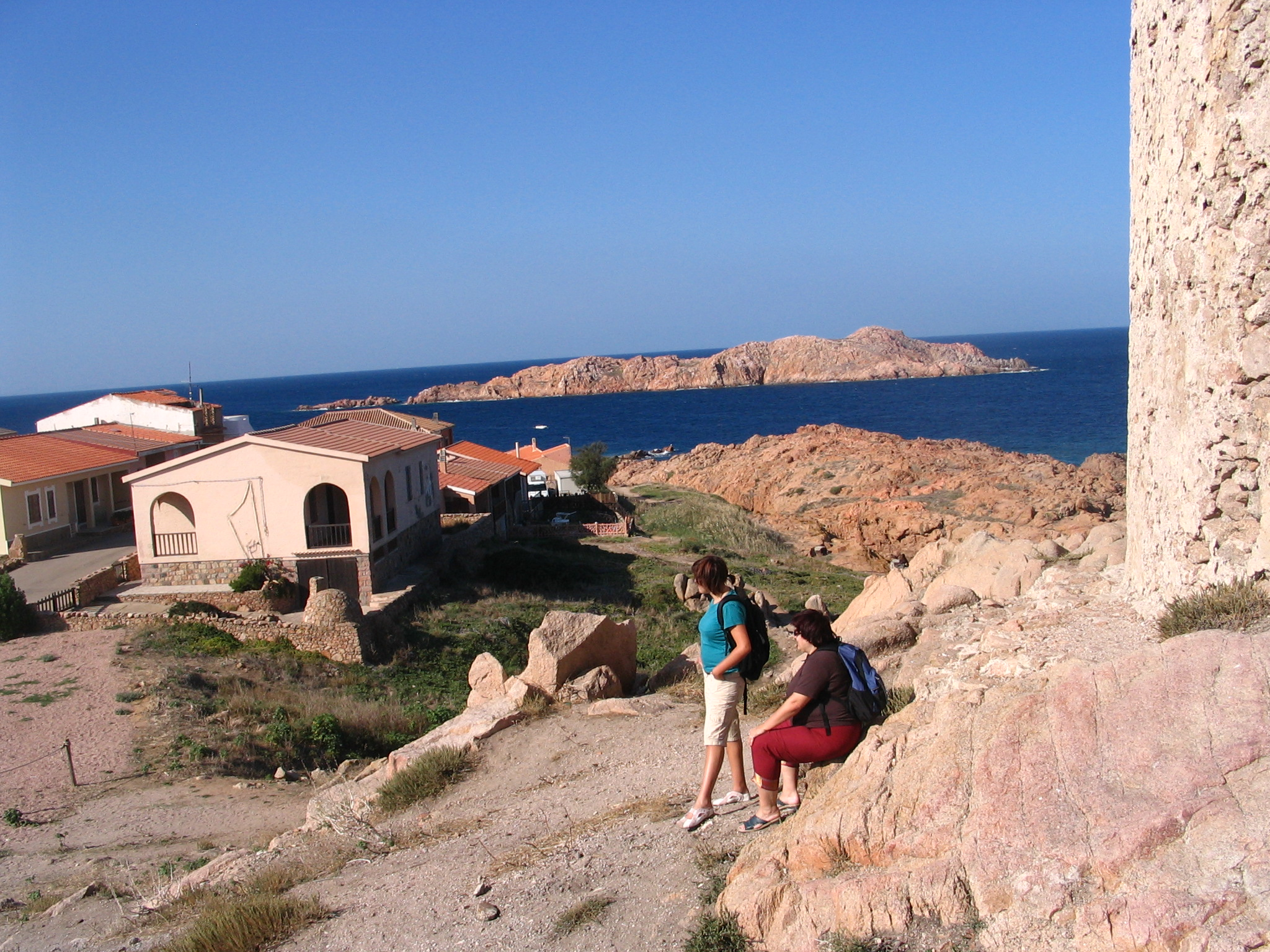
Kust bij Isola Rossa

## Demografie
Trinità d'Agultu e Vignola telt ongeveer 830 huishoudens. Het aantal inwoners steeg in de periode 1991-2001 met 2,8% volgens cijfers uit de tienjaarlijkse volkstellingen van ISTAT.
| Jaar | Inwoneraantal |
| ---- | ------------- |
| 1991 | 1971          |
| 2001 | 2026          |

## Geografie
De gemeente ligt op ongeveer 365 meter boven zeeniveau.
Trinità d'Agultu e Vignola grenst aan de volgende gemeenten: Aggius, Aglientu, Badesi, Viddalba (SS).
Aggius · Aglientu · Alà dei Sardi · Arzachena · Badesi · Berchidda · Bortigiadas · Buddusò · Budoni · Calangianus · Golfo Aranci · La Maddalena · Loiri Porto San Paolo · Luogosanto · Luras · Monti · Olbia · Oschiri · Padru · Palau · San Teodoro · Sant'Antonio di Gallura · Santa Teresa Gallura · Telti · Tempio Pausania · Trinità d'Agultu e Vignola
1. ↑  https://demo.istat.it/?l=it.